# کای کوربت
کای کوربت (انگلیسی: Kai Corbett؛ زادهٔ ۸ اکتبر ۲۰۰۲) بازیکن فوتبال است.